# سباستيان سانشيز (لاعب كرة قدم)
سباستيان سانشيز (بالإسبانية: Sebastián Sánchez)‏ هو لاعب كرة قدم أرجنتيني، ولد في 20 سبتمبر 1988 في مندوزا في الأرجنتين. لعب مع أتليتيكو رافائيلا.

## وصلات خارجية
- سباستيان سانشيز على موقع قاعدة بيانات كرة القدم.إي يو (الإنجليزية)
- سباستيان سانشيز على موقع Soccerway.com (الإنجليزية)